# Mount Fairweather, Antarktis
Mount Fairweather är ett berg i Antarktis. Det ligger i Västantarktis. Nya Zeeland gör anspråk på området. Toppen på Mount Fairweather är 1 865 meter över havet, eller 716 meter över den omgivande terrängen. Bredden vid basen är 3,5 km.
Terrängen runt Mount Fairweather är varierad. Trakten är obefolkad. Det finns inga samhällen i närheten.